# Águilas de Tunja
Club Deportivo Águilas de Tunja S.A. es un club de baloncesto colombiano con sede en la ciudad de Tunja, Boyacá. Participa en la primera división del Baloncesto Profesional Colombiano. Su sede para los partidos como local es el Coliseo Cubierto San Antonio. Su nombre se debe a una transformación del antiguo Patriotas de Boyacá. El equipo dirigido actualmente por Guillermo Moreno y dentro de sus jugadores se destacan los estadounidenses Eddy Balow Mayfield, kevin Ford y Lance Storrs

## Historia
Un grupo de exjugadores de la Liga de Baloncesto Boyacense que consiguieron oportunidades académicas y deportivas en Estados Unidos se reunierón en el 2012 para darle un nuevo enfoque al departamento de Boyacá en materia de baloncesto dando origen a Águilas de Tunja. Así en el 2013 comenzó una nueva historia con la llegada a la Liga DirecTV de Baloncesto Colombiano en esa primera participación llegaron a segunda ronda destacándose entre los 6 mejores quintetos.
En el segundo semestre del 2013 se despidieron pronto del torneo quedando eliminados en la fase regular logrando 50 puntos en 36 partidos producto de 14 victorias y 22 derrotas. Águilas de Tunja se convirtió en el tercer equipo de la Liga DirecTV de Baloncesto en obtener el reconocimiento deportivo que otorga Coldeportes para un club que se haga profesional, por medio de la resolución n.º 000637 del 10 de abril del 2014 luego de cumplir con los requisitos y exigencias entre ellas convertirse en una Sociedad anónima.
La temporada del 2014 además de traer como novedad su reconocimiento deportivo también trajo consigo el cambio de su escenario deportivo, el Coliseo Cubierto San Antonio fue escogido como nueva sede del equipo dejando atrás el Coliseo Departamental de Tunja, el nuevo fortín de Águilas ubicado en el barrio San Antonio tiene una capacidad de 2.500 espectadores remodelado con una inversión de más de 1000 millones en tecnología y adecuamiento del escenario.

## Participaciones en la Liga Colombiana
- Liga Colombiana de Baloncesto: 3 temporadas (2013-I, 2013-II, 2014-I, 2014-II, 2015-I y 2015-II)

- Mejor presentación:  Campeón 2015-I
- Peor presentación: 8° lugar (hasta primera fase) 2013-I